# Анпилогов, Александр Семёнович
Александр Семёнович Анпилогов (род. 18 января 1954, Тбилиси) — советский гандболист, заслуженный мастер спорта СССР (1976).

## Биография
Выпускник Грузинского политехнического института. Выступал за клуб «Буревестник» / ГПИ (Тбилиси). Трехкратный бронзовый призер чемпионата СССР (1977, 1980, 1981). Обладатель Кубка СССР 1978.
В составе сборной СССР — Олимпийский чемпион (1976) и серебряный призёр (1980) — провёл все 12 матчей и забросил 42 мяча. Чемпион мира (1982) и серебряный призёр (1978). 
После завершения игровой карьеры работал в ОБХСС и МВД.
В начале 1990-х уехал на операцию в Германию и остался там жить. В начале 2000-х тренировал женскую сборную Греции по гандболу.

## Награды
- Президентский орден «Сияние» (Грузия, 2018)[2]